# کل پن
کالپن سورش مودی (انگلیسی: Kalpen Suresh Modi؛ زاده ۲۳ آوریل ۱۹۷۷)، یک بازیگر و سیاست‌مدار اهل ایالات متحده آمریکا است.
از فیلم‌ها یا برنامه‌های تلویزیونی که وی در آن نقش داشته‌است می‌توان به بازگشت سوپرمن، هارولد و کومار فرار از خلیج گوانتانامو، روزی روزگاری در ونیز، ون وایلدر، نامسیک، بسیار شبیه عشق، بوپال: دعا برای باران، ما مرد هستیم، تحت‌تعقیب‌ترین‌های مالیبو، اشرام و لبخند اشاره کرد.

## زندگی شخصی
در اکتبر سال ۲۰۲۱، پن زمانی که کتاب خودزندگی‌نامه‌اش را معرفی می‌کرد، اعلام کرد که با شریک زندگی‌اش، مردی به نام جاش که یازده سال از رابطه‌شان می‌گذرد، نامزد کرده‌است.